# 赫里齊基
49°45′44″N 26°48′49″E / 49.76222°N 26.81361°E
赫里齊基（烏克蘭語：Грицики）是位於烏克蘭西部的村莊，由赫梅利尼茨基州裡赫梅利尼茨基區的克拉西利夫市鎮負責管轄。該村面積1.27平方公里，海拔高度297米，2001年人口321，人口密度每平方公里252.6人。